# Dominique Paladilhe
Dominique Paladilhe (* 25. Oktober 1921 in Paris; † 31. Oktober 2015) war ein französischer Schriftsteller und Historiker.
Der Enkel des Komponisten Émile Paladilhe arbeitete zunächst als Journalist. Später wurde er als Autor von Biographien und historischen Monographien  bekannt.

## Werke
- Carnet de route d’un étudiant. A pied vers Compostelle, La Palatine, 1956
- Les grand heures cathares, Librairie acedémique Perrin, 1969
- Les très riches heures de Bourgogne, Librairie acedémique Perrin, 1971
- Les Papes en Avignon ou l’exil de Babylone, Librairie acedémique Perrin, 1974
- La grande aventure des croises, Librairie acedémique Perrin, 1979
- Le roi lépreux, Librairie acedémique Perrin, 1984
- Simon de Montfort et le drame cathare, Librairie acedémique Perrin, 1988
- Les routes catheres, Librairie acedémique Perrin, 1991
- Seine-Port. Son histoire, ses vieilles maisons, Association de sauvegarde de Seine-Port, 1995
- La reine Jeanne comtesse de Provence, Librairie acedémique Perrin, 1997
- Simon de Montfort, Librairie acedémique Perrin, 1999
- Chevaliers de légende, Clovis, 2000
- La bataille d’Azincourt: 25 octobre 1415, Librairie acedémique Perrin, 2002